# 11494 Hibiki
11494 Hibiki eller 1988 VM9 är en asteroid i huvudbältet som upptäcktes 2 november 1988 av de båda japanska astronomerna Kazuro Watanabe och Masayuki Yanai vid Kitami-observatoriet. Den är uppkallad efter Hibiki havet.
Asteroiden har en diameter på ungefär 9 kilometer.